# ولچن
ولچن (به لاتین: Velçan) یک سکونتگاه مسکونی در آلبانی است که در استان پوگرادتس واقع شده‌است.